# Pampangan (Pampangan)
Pampangan is een bestuurslaag in het regentschap Ogan Komering Ilir van de provincie Zuid-Sumatra, Indonesië. Pampangan telt 2862 inwoners (volkstelling 2010).